# (19081) Mravinskij
(19081) Mravinskij est un astéroïde de la ceinture principale.

## Description
(19081) Mravinskij est un astéroïde de la ceinture principale. Il fut découvert le 22 septembre 1973 à Naoutchnyï par Nikolaï Tchernykh. Il présente une orbite caractérisée par un demi-grand axe de 2,57 UA, une excentricité de 0,11 et une inclinaison de 14,7° par rapport à l'écliptique.
Cet astéroïde est nommé en l'honneur du chef d'orchestre soviétique et russe Ievgueni Mravinski (1903-1988).

## Compléments